# آخرین خانم چینی (فیلم ۱۹۲۹)
آخرین خانم چینی (انگلیسی: The Last of Mrs. Cheyney) فیلمی پیشا-کد در سبک کمدی درام به کارگردانی سیدنی فرانکلین محصول سال ۱۹۲۹ آمریکا است.

## بازیگران
- نورما شیرر در نقش فی چینی
- بازیل رتبون در نقش لرد آرتور دیلینگ
- جرج برود در نقش چارلز
- هربرت بانستون در نقش لرد التون
- هدا هاپر در نقش خانم ماریا
- موده ترنر گوردون در نقش آقای وبلی
- مون کارول در نقش جون
- مدلین سیمور در نقش خانم وینتون
- سیرل چادویک در نقش ویلی وینتون
- جورج آرتور در نقش جرج
- فران فینچ اسمایلز در نقش ویلیام